# Zone économique spéciale en Pologne
En Pologne, on compte 14 zones économiques spéciales, qui proposent des exemptions d’impôts sur le revenu des sociétés, jusqu’en 2017. 
- Kamiennogórska SSE
- Katowicka SSE
- Kostrzyńsko-Słubicka SSE
- Krakowski Park Technologiczny
- Legnicka SSE
- Łódzka SSE
- SSE EURO-PARK MIELEC
- Słupska SSE
- SSE Starachowice
- Suwalska SSE
- Pomorska SSE
- Tarnobrzeska SSE
- Wałbrzyska SSE
- Warmińsko-Mazurska SSE

## Controverse
Les zones économiques spéciales sont critiquées pour être des zones de non-droit pour les travailleurs, où les licenciements abusifs et l'usage de contrats particulièrement précaires sont récurrents,.